# Жега и прах
„Жега и прах“ (на английски: Heat and Dust) е името на британски филм от 1983 г. по сценарий на немската писателка и киносценаристка Рут Правер Джхабвала, базиран на едноименния ѝ роман. Режисьор е Джеймс Айвъри. Във филма участва Джули Кристи.
През 1984 г. филмът печели награда БАФТА за най-добър сценарий – адаптация. 